# Стена Цоя (Морское)
Стена Цоя — комплекс из граффити на опорах эстакады региональной автодороги 35К-005 Алушта — Феодосия и памятный знак группе «Кино» и музыканту Виктору Цою, установленный в селе Морское на берегу Капсихорской бухты.

## Описание
Стена Виктора Цоя в виде граффити и позднее памятник группе Кино появились на месте её создания в селе Морское в 1981 году. Рядом со стеной Цоя, на месте стоявшей палатки, в которой жили музыканты (там где эстакада региональной автодороги 35К-005 Алушта — Феодосия пересекает реку Шелен на берегу Капсихорской бухты) в рамках проведения фестиваля «КИНО сначала», проведенного в 2011 году в ознаменование 30-летнего юбилея группы «Кино», был установлен памятник в виде 4-х метровой гитары.
Стены Цоя также есть в Москве, Санкт-Петербурге, Екатеринбурге, Нижнем Новгороде, Перми и Минске.

## Создание группы «Кино»
Один из создателей этой группы, Алексей Рыбин так описывает создание группы в свой книге «Кино» с самого начала" в 1981 году:

"Жители поселка Морское оказались первыми слушателями группы, которая впоследствии стала называться «Кино». Следующим утром они пели и играли на берегу, у своей палатки. «К этому времени все мы были несколько не у дел: группа „Пилигрим“ уже развалилась, не выдержав творческих споров участников коллектива, „Палата“ тоже молчала, в общем, все мы были как бы в творческом отпуске. — Витька, слушай, мне, кстати, нравятся твои песни, — сказал я. — А мне — твои, — сказал мне Витька. — Давайте, может, сделаем группу, — я посмотрел на Олега. — Это круто! — Олег улыбнулся. — Давайте, — сказал Витька». И здесь же, на берегу Чёрного моря, у палатки, началось серьёзное обсуждение многочисленных организационных проблем. Тогда же возникло первое название группы — «Гарин и Гиперболоиды», которое впоследствии заменили на «Кино».

## Галерея

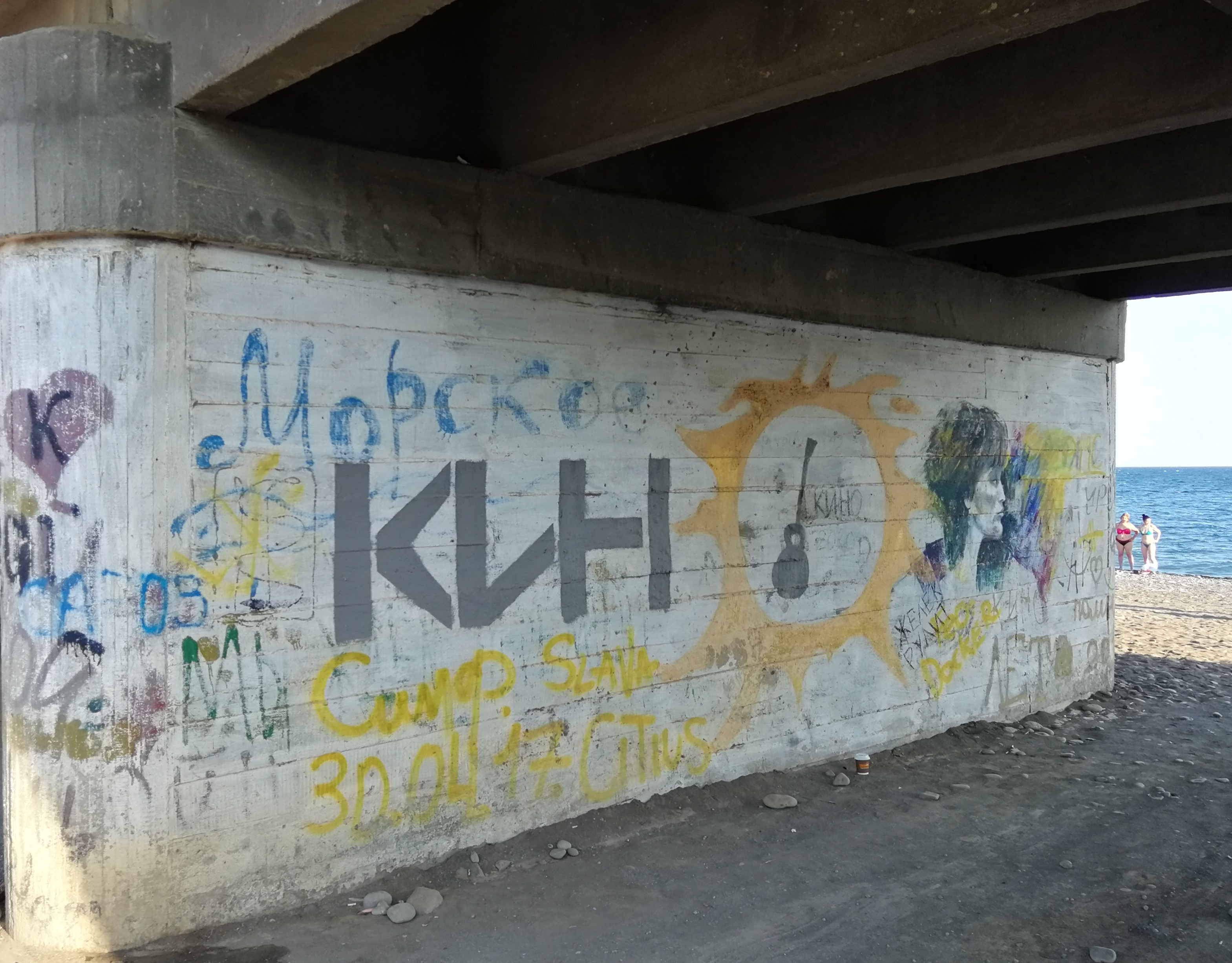
Стена Цоя в селе Морское
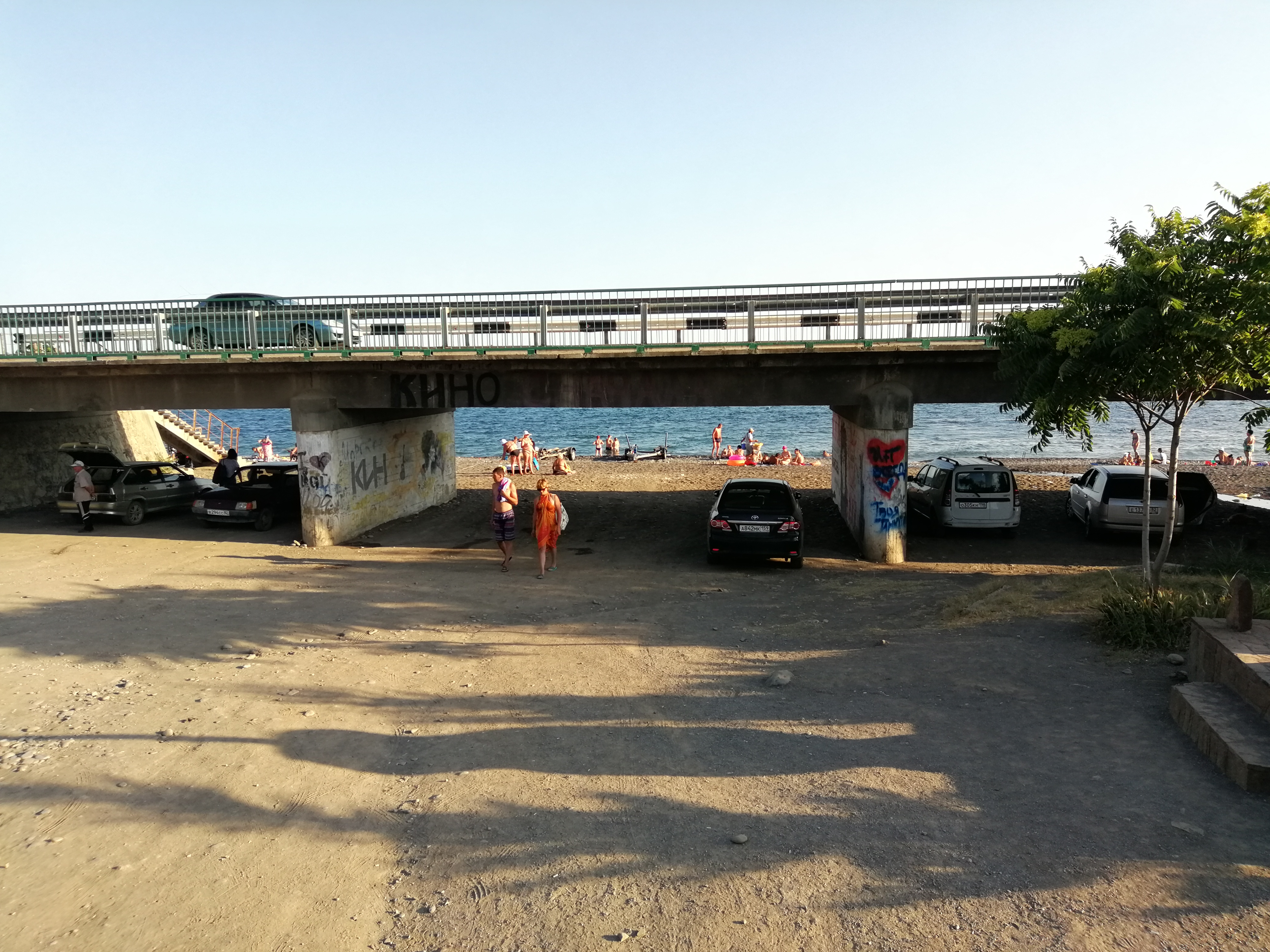
Стена Цоя в селе Морское
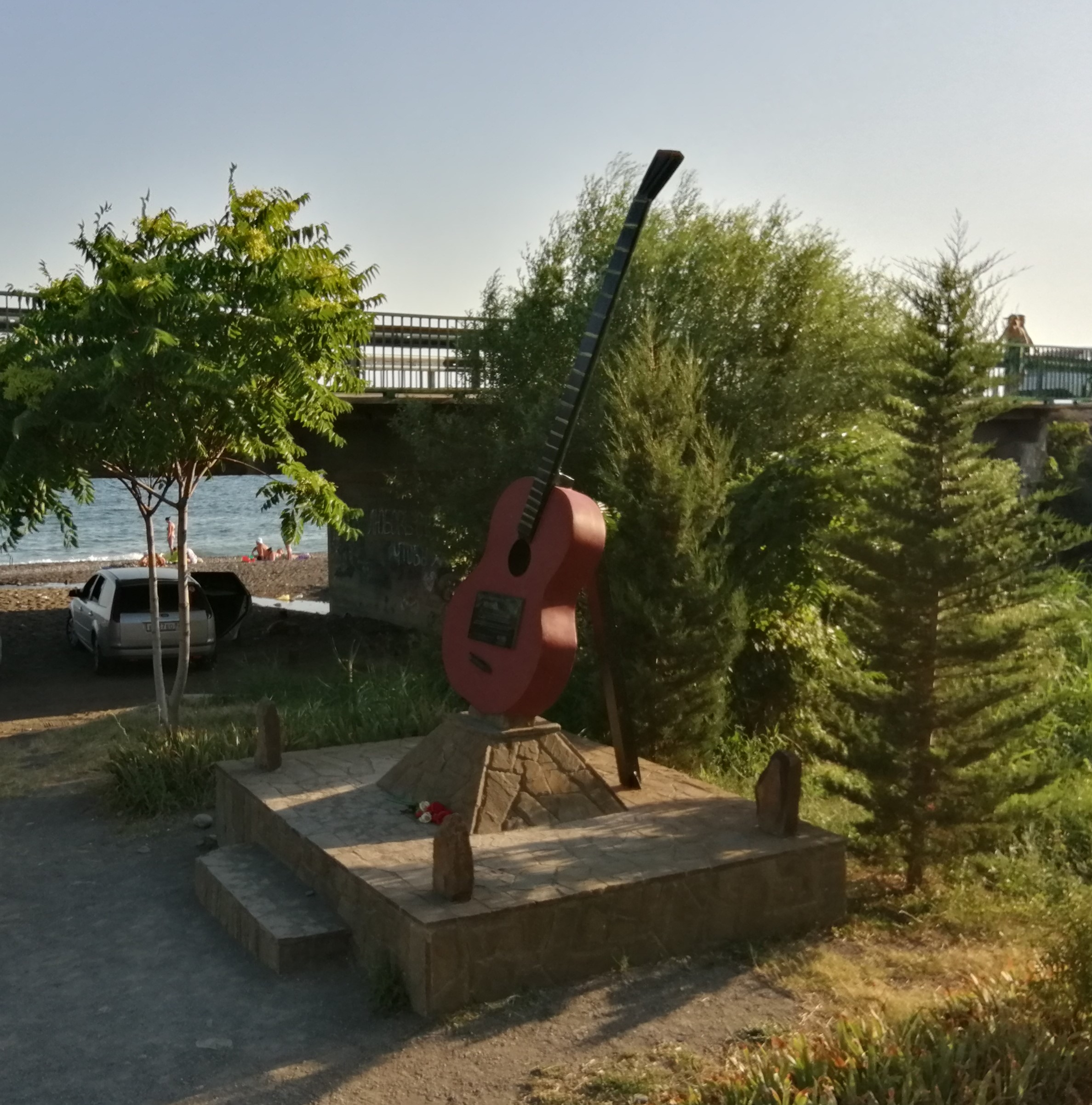
Памятный знак группе «Кино» в селе Морское
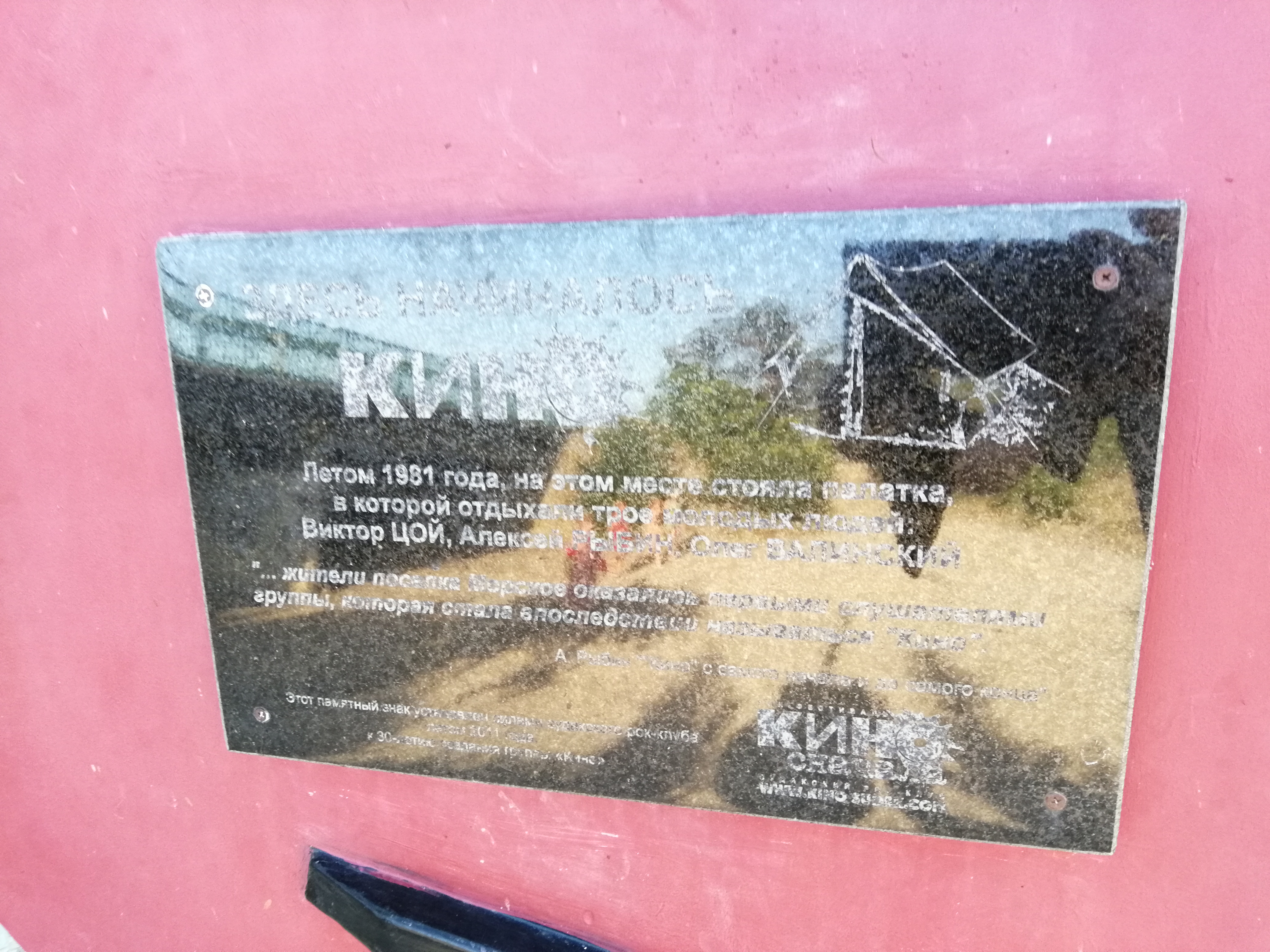
Табличка на памятном знаке